# 古寺宏
古寺 宏（こでら ひろし、1925年5月10日 - 1989年7月26日）は、日本の政治家。公明党衆議院議員（2期）。

## 経歴
青森県出身。1949年東北大学附属医学専門部卒。医師国家試験に合格し、青森市で開業する。青森市議を経て、1969年の第32回衆議院議員総選挙で青森1区から公明党公認で立候補して初当選。1972年の第33回衆議院議員総選挙で落選。1976年の第34回衆議院議員総選挙で復帰。1979年の第35回衆議院議員総選挙で再び落選してからは立候補しなかった。この間、公明党国民医療局長、公害部会長、人口問題副委員長などを歴任した。1989年、心筋梗塞のため死去。